# Ceresium affine
Ceresium affine là một loài bọ cánh cứng trong họ Cerambycidae.